# Ben-Hur (film 1907)
Ben Hur – amerykański krótkometrażowy film z 1907 w reżyserii Sidneya Olcotta, Harry’ego T. Moreya oraz Franka Rose. Adaptacja powieści Lewisa Wallace’a pod tym samym tytułem.